# Университет Тулузы
Об историческом учебном заведении см. Тулузский университет (бывший)
Федеральный университет Тулузы—Юг-Пиренеи (фр. Université Fédérale Toulouse-Midi-Pyrénées) — французский центр исследований и сотрудничества между высшими учебными заведениями региона Окситания, большинство из которых находятся в Тулузе. Основан в 2007 году.

## Основатели и члены центра
Основателями Университета Тулузы являются:
- Университет Тулуза 1: Капитолий
- Университет Тулуза 2: Ле Мирай
- Университет Тулуза 3: Поль Сабатье
- Национальный политехнический институт Тулузы
- Национальный институт прикладных наук Тулузы
- Высший институт аэронавтики и космоса

Членами центра являются:
- Институт политических наук Тулузы[англ.]
- Национальная инженерная школа в Тарбе
- Университетский центр Жана-Франсуа Шампольона
- Инженерная школа Пюрпана
- Горная школа Альби-Кармо
- Национальная школа гражданской авиации
- Национальная высшая школа агрономии в Тулузе
- Национальная высшая школа архитектуры в Тулузе
- Национальная ветеринарная школа Тулузы
- Тулузская бизнес-школа